# 亚历山德里亚 (弗吉尼亚州)
亚历山德里亚 （英語：Alexandria），是美國維吉尼亞州的独立市，位于华盛顿哥伦比亚特区以南约6英里波托马克河畔。由于非常接近美国首都，因此亚历山德里亚 的居民大多就职于联邦政府部门、军队或为这些部门提供服务的私人公司，其中最大的雇主是美国国防部。

## 友好城市
- 法国卡昂